# Интимак (Індерський район)
Интима́к (каз. Ынтымақ) — село у складі Індерського району Атирауської області Казахстану. Входить до складу Єсбольський сільського округу.
До 2007 року село називалось Гребенщиково.
Населення — 473 особи (2021; 501 у 2009, 756 у 1999, 512 у 1989).